# سرشاخی (سرده)
سرشاخی (نام علمی: Cercocarpus) نام یک سرده از تیره گلسرخیان است.